# Drag City
Drag City - американский независимый звукозаписывающий лейбл, расположенный в Чикаго, штат Иллинойс.  Он был учрежден в Чикаго в 1989 году Дэном Корецки и Дэном Осборном, первым их выпуском был сингл Royal Trux Hero Zero (#DC1). Он специализируется на инди-роке, нойз-роке, психоделическом фолке, альтернативном кантри и экспериментальной музыке.  На лейбле представлены многочисленные признанные критиками артисты, в том числе Тай Сигалл, Бонни «Принц» Билли, Билл Каллахан, Стивен Малкмус, Джоанна Ньюсом и Дэвид Берман.

## История
Лейбл выпустил американскую версию альбома Скотта Уокера Tilt  в 1997 году после того, как Drag City связался с ним с предложением выпустить альбом в США. Сам Уокер назвал выпуск альбома на инди-лейбле «экспериментом». Несколько сотрудников Drag City играли в различных музыкальных коллективах. Так, например, пресс-секретарь Джин Бут играла на клавишных и гитаре в USA, а глава отдела продаж Райан Мёрфи и основатель лейбла Дэн Корецки играли в Mantis. Также присутствуют участники Chestnut Station.
В последние годы лейбл расширил свой каталог, включив в него релизы альтернативной комедии, в том числе недавние работы Фреда Армисена, Нила Гамбургера, а также переиздания, в частности, Энди Кауфмана и Гэри Хиггинса. В 1997 году Drag City начал публиковать печатные издания, такие как литературный журнал The Minus Times, сборник стихов Дэвида Бермана Actual Air и роман Нила Хагерти Victory Chimp. Лейбл также выпустил несколько документальных фильмов, например, Silver Jew 2008 года и The Source Family 2013 года. После нескольких лет отказа выпускать музыку своих исполнителей на специализированных платформах, лейбл наконец сделал свою музыку доступной для потоковой передачи через Apple Music в июле 2017 года.